# Прва лига Летоније у фудбалу
Прва лига Летоније је највише фудбалско такмичење у Летонији. Лига је настала 1992, после распада Совјетског Савеза. Њом управља Фудбалски савез Летоније.

## Састав лиге у сезони 2016.
- Вентспилс
- Даугавпилс
- Јелгава
- Лијепаја
- Мета
- Рига
- Ришка Школа фудбала
- Спартакс Јурмала

## Учинак по сезонама
| Сезона | Првак  |
| ------ | ------ |
| 1992   | Сконто |
| 1993   | Сконто |
| 1994   | Сконто |
| 1995   | Сконто |
| 1996   | Сконто |
| 1997   | Сконто |
| 1998   | Сконто |
| 1999   | Сконто |
| 2000   | Сконто |
| 2001   | Сконто |
| 2002   | Сконто |
| 2003   | Сконто |
| 2004   | Сконто |

| Сезона | Првак             |
| ------ | ----------------- |
| 2005   | Металург Лијепаја |
| 2006   | Вентспилс         |
| 2007   | Вентспилс         |
| 2008   | Вентспилс         |
| 2009   | Металург Лијепаја |
| 2010   | Сконто            |
| 2011   | Вентспилс         |
| 2012   | Даугава           |
| 2013   | Вентспилс         |
| 2014   | Вентспилс         |
| 2015   | Лијепаја          |
| 2016   | Спартакс Јурмала  |
| 2017   | Спартакс Јурмала  |

| Сезона | Првак |
| ------ | ----- |
| 2018   | Рига  |
| 2019   | Рига  |

## Успешност клубова
| Клуб              | Првак |
| ----------------- | ----- |
| Сконто            | 15    |
| Вентспилс         | 6     |
| Рига              | 3     |
| Спартакс Јурмала  | 2     |
| Металург Лијепаја | 2     |
| Даугава           | 1     |
| Лијепаја          | 1     |

## УЕФА ранг листа
Стање на дан 28. мај 2015.
- 36  Прва лига Финске
- 37  Прва лига Исланда
- 38  Прва лига Летоније
- 39  Прва лига Црне Горе
- 40  Суперлига Албаније
- Цела листа Архивирано на веб-сајту  (16. март 2021)